# Stanford E. Woosley
Stanford E. „Stan“ Woosley  (* 8. Dezember 1944 in Texarkana, Texas) ist ein US-amerikanischer theoretischer Astrophysiker.
Woosley studierte an der Rice University (Bachelor 1966) und promovierte dort 1971 bei Don D. Clayton über nukleare Astrophysik (Nucleosynthesis during advanced burning states of stars). Als Post-Doc war er am Kellogg Laboratory des Caltech bei William Alfred Fowler, mit dem er auch danach häufig zusammenarbeitete. Ab 1975 war er Assistant Professor, ab 1978 Associate Professor und ab 1983 Professor an der University of California, Santa Cruz (UCSC). Von 1983 bis 1987, 1989 bis 1991 und 1998 bis 2003 war er dort Leiter der Fakultät für Astronomie und Astrophysik. Von 1996 bis 1998 war er Alexander von Humboldt Professor am Max-Planck-Institut für Astrophysik in Garching. Seit 1974 ist er Berater am Lawrence Livermore National Laboratory.
Ab den 1970er Jahren berechnete er mit Fowler die Standardwerte für die in der Astrophysik verwendeten Kernreaktionsraten. Er beschäftigte sich mit Röntgen-Burstern, entwickelte das Collapsar-Modell für Gammastrahlen-Burster und entwickelte rechnergestützte Supernova-Modelle, untersuchte  Nukleosynthese bei Supernovae und die Entwicklung von massereichen Sternen im Vor-Supernova-Stadium (acht bis 50 Sonnenmassen). Er ist auch an NASA-Missionen zur Gammastrahlen-Astronomie beteiligt.
Seit 2001 ist er Mitglied der American Academy of Arts and Sciences. 2005 erhielt er den Bruno-Rossi-Preis und den Hans-A.-Bethe-Preis. 2006 wurde er Mitglied der National Academy of Sciences. Er ist Fellow der American Physical Society.

## Schriften
- mit T. A. Weaver: The Evolution and explosion of massive stars. 2. Explosive hydrodynamics and nucleosynthesis,  Astrophys.J.Suppl., Band 101, 1995, S. 181–235